# Филипе Луис
Филипе Луис Касмирски бивши је бразилски фудбалер, тренутно шеф стручног штаба бразилског великана Фламенга.

## Биографија
Рођен је 1985. у месту Јарагуа до Сол у Бразилу, а прве фудбалске кораке је почео у Фигурејенсеу, да би се касније за њега заинтересовао Реал Мадрид и послао га у свој резервни тим, где се није доказао, али је остао у Шпанији прешавши у Депортиво где је дао прве голове у каријери и одиграо 111 утакмица. Његова "авантура" у Шпанији се наставила када је прешао у мадридски Атлетико, где је имао најтрофејнији период у каријери - освојио је Лигу Европе, Лигу ББВА, два УЕФА суперкупа, Куп Краља и друго место у Лиги Шампиона и Суперкупу Шпаније. 2013/14 је била сезона из снова за Атлетико, па је заинтересовање за Бразилца показао лондонски Челси, где је и дан-данас - са њима је освојио Лига Куп, а постоји шанса да освоји и Премијер лигу. За репрезентацију Бразила (до 20 и А тим) је одиграо укупно 26 утакмица и освојио Куп конфедерација, Суперкласико де Лас Америкас и треће место на светском првенству до 20 година.

## Трофеји (као играч)

### Фигурејенсе
- Првенство Катариненсеа (2) : 2003, 2004.

### Депортиво
- Интертото куп (1) : 2008.

### Атлетико Мадрид
- Првенство Шпаније (1) : 2013/14. (вицепрвак 2017/18, 2018/19).
- Куп Шпаније (1) : 2012/13.
- Суперкуп Шпаније (1) : 2014. (финале 2013).
- Лига шампиона : финале 2013/14. и 2015/16.
- Лига Европе (2) : 2011/12, 2017/18.
- УЕФА суперкуп (2) : 2012, 2018.

### Челси
- Премијер лига (1) : 2014/15.
- Лига куп Енглеске (1) : 2014/15.

### Фламенго
- Бразилска Серија А (2) : 2019, 2020. (вицепрвак 2021).
- Куп Бразила (1) : 2022. (финале 2023).
- Суперкуп Бразила (2) : 2020, 2021. (финале 2022, 2023).
- Првенство Рио де Жанеира (2) : 2020, 2021. (вицепрвак 2022, 2023).
- Копа либертадорес (2) : 2019, 2022. (финале 2021).
- Рекопа Судамерикана (1) : 2020.
- Светско клупско првенство : финале 2019.

### Репрезентација Бразила
- Копа Америка (1) : 2019.
- Куп конфедерација (1) : 2013.
- Суперкласико Америке (1) : 2014.
- Светско првенство до 20 година : треће место 2005.

## Трофеји (као тренер)

### Фламенго
- Куп Бразила (1) : 2024.